# Donus
Donus ou Domnus, né à Rome, fils d'un romain nommé Mauricius, est pape du 2 novembre 676 à jusqu'à sa mort le 11 avril 678, prenant la succession d'Adéodat II ou Dieudonné II.
Son bref pontificat est notamment marqué par le règlement d'un schisme avec l'archevêché de Ravenne, siège de l'exarque byzantin d'Italie. Soutenu par l'empereur byzantin Constant II Héraclius (641–668), l'archevêque Maurus avait prétendu s'affranchir de la tutelle de la papauté (reconnaissance d'autocéphalie par Constant II en 666), mais son successeur Reparatus accepte de se soumettre à Donus. Ce pape met également fin à l'existence d'un groupe organisé de Nestoriens parmi les nombreux moines orientaux installés à Rome. Il est encore connu pour avoir entrepris des travaux de restauration de bâtiments religieux de Rome.
L'empereur byzantin Constantin IV (668–685) voulut prendre contact avec lui pour mettre fin au schisme causé par le monothélisme, mais Donus meurt avant l'arrivée du message.